# Coconino County
Coconino County je okres ve státě Arizona v USA. K roku 2010 zde žilo 134 421 obyvatel. Správním městem okresu je Flagstaff. Celková rozloha okresu činí 48 332 km². Na severu sousedí s Utahem. Je největším okresem státu Arizona a druhým největším okresem Spojených států amerických, největším je San Bernardino County v Kalifornii.
V této oblasti se také nachází 1,2 km široký impaktní Barringerův kráter.

## Sousední okresy
| Růžice kompasu |                              | Kane County     | San Juan County | Růžice kompasu |
| Růžice kompasu | Mohave County                | Sever           | Navajo County   | Růžice kompasu |
| Růžice kompasu | Mohave County                | Coconino County | Navajo County   | Růžice kompasu |
| Růžice kompasu | Mohave County                | Jih             | Navajo County   | Růžice kompasu |
| Růžice kompasu | Yavapai County a Gila County |                 |                 | Růžice kompasu |